# Shaun Hutchinson
Shaun Matthew Hutchinson, född 23 november 1990, är en engelsk fotbollsspelare (mittback) som spelar för Millwall. Han har tidigare spelat för Motherwell och Fulham.
Hutchinson gjorde sitt första ligamål för Fulham den 20 december 2014 i en 4–0-vinst över Sheffield Wednesday.